# Gräsrall
Gräsrall (Crecopsis egregia), tidigare afrikansk kornknarr, är en fågel i familjen rallar inom ordningen tran- och rallfåglar som förekommer i Afrika söder om Sahara.

## Utseende och läte
Gräsrallen är ganska liten, på övre delen ganska svart med bruna stråk, på underdelen blåaktigt grå med svartvita band förutom på sidorna och magen. Den har en knubbig röd näbb, röda ögon och en vit linje från näbben till ovanför ögat. Den är mindre än sin närmaste släkting, kornknarren. Den senare har mindre fjädrar och ett streck över ögat. Den har flera olika läten. Det mest karaktäristiska är en serie snabba knarrande krrr-toner.

## Utbredning och systematik
Fågeln förekommer i Afrika söder om Sahara. De sydliga populationerna är flyttfåglar som flyttar norrut till tropiska Afrika under vintern. Den är en mycket sällsynt gäst i Europa med sju fynd i Spanien, varav sex i Kanarieöarna och ett på spanska fastlandet då ett exemplar upptäcktes 6 april 2016 vid Guadalquivirfloden nära Cantillana, Sevilla.

### Släktestillhörighet
Tidigare ansågs gräsrallen vara närbesläktad med kornknarren (därav dess tidigare namn afrikansk kornknarr) och placerades tillsammans med denna i släktet Crex. Genetiska studier från 2020 visar dock att den endast är avlägset släkt och istället systerart med etiopienrall (Rougetius rougetii). Den förs därför numera allt ofta till ett eget släkte, Crecopsis, och denna linje följs här.

## Ekologi
Gräsrallen är aktiv på dagen och hävdar revir både där den häckar och där den inte häckar. Hannen uppvisar ett hotbeteende och kan ta strid vid revirgränsen. Boet är en grund skål av gräs och blad, placerad i en fördjupning under en grästuva eller en liten buske. De tre till elva äggen ruvas i ungefär 14 dagar och de svarta, duniga ganska väl utvecklade ungarna är flygfärdiga efter ytterligare fyra till fem veckor. 
Gräsrallen livnär sig på många olika ryggradslösa djur och även en del små grodor, fiskar och växtdelar, särskilt gräsfrön. Själv kan den bli föda åt stora rovfåglar, ormar och däggdjur, inklusive människan, och kan vara värddjur för parasiter.

## Status och hot
Även om den ibland trängs undan på grund av gräsbränder, eller permanent av jordbruk, utdikning eller tätorter, gör dess stora utbredningsområde och populationsantal att den inte anses hotad utan kategoriseras som livskraftig.

## Namn
Arten kallades tidigare afrikansk kornknarr, men blev tilldelat ett nytt namn av BirdLife Sveriges taxonomikommitté eftersom arten inte är särskilt nära släkt med kornknarren.